# Eccellenza 1998-1999
Il campionato di calcio di Eccellenza regionale 1998-1999 è stato l'ottavo organizzato in Italia. Al sesto livello del calcio italiano, il campionato era articolato in gironi all'italiana su base regionale.
Di seguito è riportato il quadro delle squadre promosse al Campionato Nazionale Dilettanti dai vari campionati di Eccellenza regionale. Alla massima categoria dilettantistica italiana erano ammesse le vincenti dei rispettivi campionati regionali e le sette migliori squadre risultanti dai play-off aperti alle squadre designate dai vari comitati regionali a seguito dei propri regolamenti.

## Campionati
- Eccellenza Abruzzo 1998-1999
- Eccellenza Basilicata 1998-1999
- Eccellenza Calabria 1998-1999
- Eccellenza Campania 1998-1999
- Eccellenza Emilia-Romagna 1998-1999
- Eccellenza Friuli-Venezia Giulia 1998-1999
- Eccellenza Lazio 1998-1999
- Eccellenza Liguria 1998-1999
- Eccellenza Lombardia 1998-1999
- Eccellenza Marche 1998-1999
- Eccellenza Molise 1998-1999
- Eccellenza Piemonte-Valle d'Aosta 1998-1999
- Eccellenza Puglia 1998-1999
- Eccellenza Sardegna 1998-1999
- Eccellenza Sicilia 1998-1999
- Eccellenza Toscana 1998-1999
- Eccellenza Trentino-Alto Adige 1998-1999
- Eccellenza Umbria 1998-1999
- Eccellenza Veneto 1998-1999

## Quadro riepilogativo nazionale
| Regione/Girone          | Sqr  | 1ª classificata e promossa nel C.N.D. | Altre promozioni nel C.N.D. | 2ª classificata    | Vincente Coppa                |
| ----------------------- | ---- | ------------------------------------- | --------------------------- | ------------------ | ----------------------------- |
| Abruzzo                 | 18   | Pro Vasto                             | -                           | Celano Olimpia     | Notaresco                     |
| Basilicata              | 16   | Ferrandina                            | -                           | Vultur Rionero     | Materasassi                   |
| Calabria                | 16   | Siderno                               | Torretta                    | Torretta           | Real Soverato                 |
| Campania Girone A       | 16   | Pro Sangiuseppese                     | Ottaviano                   | Ottaviano          | Spigolatrice Sapri            |
| Campania Girone B       | 16   | Real Paganese                         | -                           | Spigolatrice Sapri | Spigolatrice Sapri            |
| Emilia-Romagna Girone A | 16   | Bagnolese                             | Fiorano                     | Fiorano            | Colorno                       |
| Emilia-Romagna Girone B | 16   | Bellaria Igea Marina                  | -                           | BoCa Granarolo     | Colorno                       |
| Friuli-Venezia Giulia   | 16   | Pro Gorizia                           | -                           | Tamai              | Pro Gorizia                   |
| Lazio Girone A          | 16   | Fortitudo Nepi                        | Castrense                   | Castrense          | Castrense                     |
| Lazio Girone B          | 16   | Lanuvio Campoleone                    | -                           | Aprilia            | Castrense                     |
| Liguria                 | 16   | Entella                               | -                           | Fezzanese          | Fezzanese                     |
| Lombardia Girone A      | 16   | Bellusco                              | -                           | Caratese           | Salò Benaco                   |
| Lombardia Girone B      | 16   | Pavia                                 | -                           | Castellana         | Salò Benaco                   |
| Lombardia Girone C      | 16   | Pizzighettone                         | Rodengo Saiano              | Rodengo Saiano     | Salò Benaco                   |
| Marche                  | 16   | Civitanovese                          | -                           | Real Montecchio    | Camerino                      |
| Molise                  | 16   | Bojano                                | -                           | Venafro            | Bojano                        |
| Piemonte Girone A       | 16   | Volpiano                              | Borgomanero                 | Borgomanero        | Moncalieri                    |
| Piemonte Girone B       | 16   | Moncalieri                            | -                           | Asti               | Moncalieri                    |
| Puglia                  | 15   | Virtus Locorotondo                    | Manfredonia Taurisano       | Manfredonia        | Taurisano                     |
| Sardegna                | 16   | Villacidrese                          | -                           | P.S.F. Sant'Elena  | Corrasi                       |
| Sicilia Girone A        | 16   | Gattopardo                            | -                           | Orlandina          | Leonzio                       |
| Sicilia Girone B        | 16   | Caltagirone                           | -                           | Paternò            | Leonzio                       |
| Toscana Girone A        | 16   | Cerretese                             | Fucecchio                   | Fucecchio          | Porcarimontecarlo             |
| Toscana Girone B        | 16   | Lanciotto Campi Bisenzio              | -                           | Castiglionese      | Porcarimontecarlo             |
| Trentino-Alto Adige     | 16   | Mezzocorona                           | Bolzano                     | Bolzano            | Bolzano                       |
| Umbria                  | 16   | Umbertide Tiberis                     | -                           | Cesi               | Todi                          |
| Veneto Girone A         | 16   | Chioggia Sottomarina                  | -                           | Lonigo             | Conegliano                    |
| Veneto Girone B         | 16   | La Marenese                           | -                           | Belluno            | Conegliano                    |
|                         | Tot. |                                       |                             |                    | Vincente Fase Nazionale Coppa |
| 28 gironi               | 449  |                                       |                             |                    | Moncalieri                    |

## Play-off nazionali

### Primo Turno
| Squadra 1                     | Totale      | Squadra 2                       | Andata | Ritorno |
| ----------------------------- | ----------- | ------------------------------- | ------ | ------- |
| Piemonte B Asti               | 3 - 5       | Piemonte A Borgomanero          | 2 - 3  | 1 - 2   |
| Liguria Fezzanese             | 1 - 7       | Lombardia A Caratese            | 1 - 3  | 0 - 4   |
| Lombardia C Rodengo Saiano    | 3 - 1       | Lombardia B Castellana          | 1 - 0  | 2 - 1   |
| Veneto B Belluno              | 2 - 3       | Veneto A Lonigo                 | 2 - 2  | 0 - 1   |
| Friuli-Venezia Giulia Tamai   | 1 - 3       | Trentino A.A. Bolzano           | 1 - 1  | 0 - 2   |
| Emilia-Romagna A Fiorano      | 3 - 0       | Emilia-Romagna B BoCa Granarolo | 2 - 0  | 1 - 0   |
| Toscana B Castiglionese       | 1 - 3       | Toscana A Fucecchio             | 0 - 1  | 1 - 2   |
| Marche Real Montecchio        | 5 - 1       | Sardegna P.S.F. Sant'Elena      | 4 - 1  | 1 - 0   |
| Abruzzo Celano Olimpia        | 1 - 1 (gfc) | Umbria Cesi                     | 1 - 1  | 0 - 0   |
| Lazio B Aprilia               | 1 - 2       | Lazio A Castrense               | 0 - 1  | 1 - 1   |
| Campania B Spigolatrice Sapri | 3 - 4       | Campania A Ottaviano            | 1 - 1  | 2 - 3   |
| Basilicata Vultur Rionero     | 1 - 2       | Calabria Torretta               | 1 - 1  | 0 - 1   |
| Molise Venafro                | 1 - 6       | Puglia Manfredonia              | 1 - 2  | 0 - 4   |
| Sicilia B Paternò             | 1 - 1 (gfc) | Sicilia A Orlandina             | 1 - 1  | 0 - 0   |

### Secondo Turno
- Le vincenti sono promosse in Serie D 1999-2000

| Squadra 1                | Totale | Squadra 2                  | Andata | Ritorno |
| ------------------------ | ------ | -------------------------- | ------ | ------- |
| Piemonte A Borgomanero   | 4 - 3  | Lombardia A Caratese       | 2 - 0  | 2 - 3   |
| Veneto A Lonigo          | 2 - 3  | Lombardia C Rodengo Saiano | 1 - 0  | 1 - 3   |
| Emilia-Romagna A Fiorano | 2 - 1  | Trentino A.A. Bolzano      | 1 - 0  | 1 - 1   |
| Marche Real Montecchio   | 1 - 3  | Toscana A Fucecchio        | 1 - 1  | 0 - 2   |
| Lazio A Castrense        | 4 - 3  | Umbria Cesi                | 4 - 1  | 0 - 2   |
| Calabria Torretta        | 2 - 6  | Campania A Ottaviano       | 2 - 3  | 0 - 3   |
| Sicilia A Orlandina      | 0 - 2  | Puglia Manfredonia         | 0 - 0  | 0 - 2   |